# Christian Gottlob Gmelin

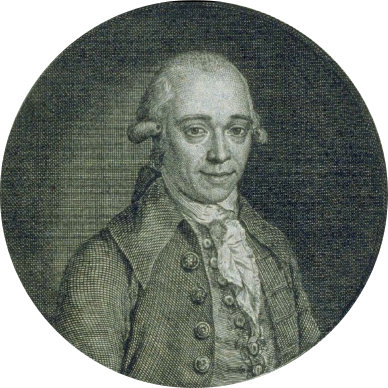
Christian Gottlob Gmelin

Christian Gottlob Gmelin (* 12. Oktober 1792 in Tübingen; † 13. Mai 1860 ebenda) war Professor für Chemie und Pharmazie an der Universität Tübingen.

## Leben und Wirken
Sein Vater war Christian Gottlob Gmelin, sen. (* 1749), seine Mutter Friederike Charlotte, geborene Haas (* 1765).
Er war ein Vetter von Leopold Gmelin, Johann Gottlieb Friedrich von Bohnenberger war sein Schwiegervater. Gmelin studierte Medizin und erhielt 1814 den Dr. med. 1817 war er Professor für Chemie und Pharmazie an der Universität Tübingen.
Am 30. April 1818 heiratete er Luise Friederike Philippine Bohnenberger (1800–1884); sie hatten sechs Töchter und drei Söhne.
Christian Gottlob Gmelin war unter anderem in Frankreich, England, Norwegen und Schweden (wo er zusammen mit Berzelius arbeitete) unterwegs.
Er arbeitete u. a. auf dem Gebiet der Spektroskopie und entdeckte die rote Flammenfärbung des Lithiums. Weitere Arbeiten über die Synthese von Ultramarin folgten. Gmelin erwähnte einen Nachweis für Borsäure mithilfe von Kurkumapapier. Die ersten drei Bände von Berzelius’ „Jahresbericht“ übersetzte Gmelin ins Deutsche.
1834 wurde er zum korrespondierenden Mitglied der Bayerischen Akademie der Wissenschaften gewählt und als korrespondierendes Mitglied in die Preußische Akademie der Wissenschaften aufgenommen.

## Werke (Auswahl)
- Chemische Untersuchung der Seidelbast-Rinde. (Resp. F. L. Baer) Schönhardt, Tübingen 1822. (Digitalisat)
- Chemische Untersuchung des Periklins, einer neuen zu der Gattung des Feldspaths gehörigen Species. (Resp. Jacob Lorenz Truchseß) Schönhardt, Tübingen 1824. (Digitalisat)
- Versuche über die Wirkungen des Baryts, Strontians, Chroms, Molybdäns, Wolframs, Tellurs, Titans, Osmiums, Platins, Iridiums, Rhodiums, Palladiums, Nickels, Kobalts, Urans, Ceriums, Eisens und Mangans auf den thierischen Organismus. Laupp, Tübingen 1824.
- Chemische Untersuchung des Bohnerzes von Nendingen und einiger anderer damit in Beziehung stehender Gegenstände. (Resp. Carl Schweizer) Hopfer, Tübingen 1825. (Digitalisat)
- Chemische Untersuchung eines Lithion-Glimmers von Zinnwalde in Böhmen. (Resp. Johann Lorenz Gutbrod) Richter, Tübingen 1826. (Digitalisat)
- Chemische Untersuchung mehrerer Fossilien, welche zu der Gattung des Turmalins gehören. (Resp. Johann Friedrich August Roos) Hopfer, Tübingen 1827. (Digitalisat)
- Chemische Untersuchung des Sauerwassers bei Niedernau. (Resp. Eduard Walz) Hopfer, Tübingen 1827. (Digitalisat)
- De aere atmosphaerico, eiusque vi, quam in organismum animalem exserit. (Resp. Abraham Möricke) Hopfer, Tübingen 1830. (Digitalisat)
- Chemische Untersuchung der Teinacher Mineral-Quellen. (Resp. Christian Heinrich Schiler) Reiss & Küstner, Tübingen 1831. (Digitalisat)
- Über die Knochen-Verletzungen bei Neugebornen in medicinisch-gerichtlicher Hinsicht. (Resp. Christian Friedrich Hedinger) Scheible, Tübingen 1833. (Digitalisat)
- Über den Milchbranntwein. (Resp. A. F. Schill) Bähr, Tübingen 1833. (Digitalisat)
- Einleitung in die Chemie. 4 Bände. Laupp, Tübingen 1835–1837. (Band 1,1), (Band 1,2), (Band 2,1), (Band 2,2)
- Chemische Untersuchung des Offenauer Mineralwassers. (Resp. Heinrich Wilhelm Schulz) Bähr, Tübingen 1837. (Digitalisat)
- Chemische Untersuchung des Fayalits, eines neuen Minerals von der azorischen Insel Fayal. (Resp. Gustav Pfeilsticker) Bähr, Tübingen 1839. (Digitalisat)
- Chemische Untersuchung des Tachylyts vom Vogelsgebirge. (Resp. W. F. C. Klett) Fucs, Tübingen 1839. (Digitalisat)
- Über das Mineralwasser zu Neustadt bei Waiblingen. (Resp. J. G. Ege) Fucs, Tübingen 1839. (Digitalisat)
- Zur näheren Kenntniss der Beryllerde. (Resp. Carl Ludwig Nädele) Fucs, Tübingen 1840. (Digitalisat)
- Historia Et Examen Chemicvm Fontivm Mvriaticorvm Svlzensivm Nec Non Experimenta Et Cogitationes Circa Magnesiam. Kunstmann, Erlangen 1785. (Digitalisat)
- Chemische Untersuchung des körnigen Thoneisensteins von Aalen und des faserigen Brauneisensteins von Neuenbürg: eine ... gekrönte Preisschrift. Schönhardt, Tübingen o. J. (Digitalisat)